# Helius (Helius) apoensis
Helius (Helius) apoensis is een tweevleugelige uit de familie steltmuggen (Limoniidae). De soort komt voor in het Oriëntaals gebied.